# SOFIA
SOFIA (siglas de Stratospheric Observatory For Infrared Astronomy) es un avión Boeing 747SP de la NASA modificado para transportar un telescopio reflector de 2,5 metros construido por la agencia espacial alemana DLR. Vuela a una altitud de unos 13 km y efectúa observaciones en el infrarrojo entre longitudes de onda de 0,3 y 1600 μm.
En abril de 2019, SOFIA detectó la molécula de hidruro de helio en la nebulosa planetaria NGC 7027. El hidruro de helio (HeH+), sintetizado en laboratorio en 1925 no se había detectado en el medio natural hasta entonces.
En octubre de 2020 SOFIA confirmó, por primera vez, la presencia de agua en la superficie de la Luna iluminada por el sol y que no se limita a lugares fríos y sombreados.
En febrero del 2024 mediante el instrumento FORCAST se realizó por primera vez la detección de agua en asteroides.

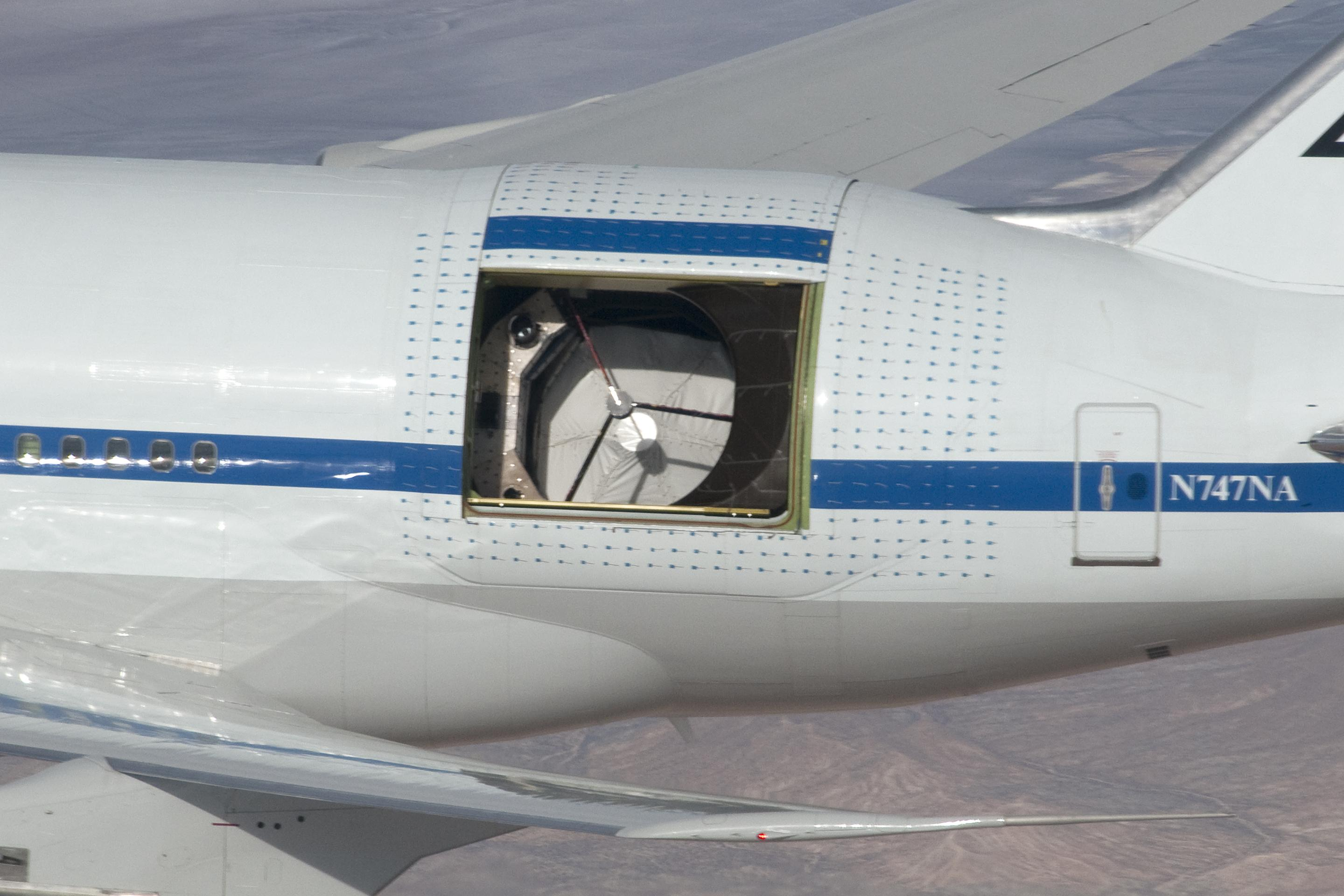
Telescopio.